# Mercedes-Benz O530GL CapaCity
Mercedes–Benz O530GL «CapaCity» — двосекційний німецький автобус, що випускається компанією Mercedes-Benz з 2007 року. Особливість даного автобуса у його довжині (19.54 метри), розмірах та тому, що він є чотиривісним, та і у багато чому іншому (див. описання). Дані автобуси наявні у Німеччині, у Туреччині (Стамбул), у 2008 році один поступив до Братислави, де і досі знаходиться. Автобус відзначається оригінальністю дизайну як ззовні, так і зсередини, детальніше про це нижче.

## Описання моделі
Mercedes-Benz O530GL є одним з найдовших автобусів, які випускаються у Європейському Союзі, а довжина самого автобуса навіть перевищує допустиму норму на автошляхах Європи у 18,75 метра (він перевищує допустиму норму майже на метр). Сам цей автобус є розрахованим на перевезення великих мас пасажирів у мегаполісах і добре придатний працювати на інтенсивних пасажиропотоках. У даного автобуса є власна назва «CapaCity», дане йому зовсім недарма: якщо дослівно, то CapaCity перекладається як Міська Місткість; це гра слів Capacity (місткість) i City (місто), об'єднаних у одне, а на наявність двох слів вказує велика літера усередині назви; назва City вказує на те, що автобус є міським, а Capacity на те, що автобус є дуже містким. Автобус є дуже крупним і високим, навіть як для європейських автобусів: довжина німецького автобуса становить 19.54 метри (хоча деякі компанії, як Van Hool, Hess i DAF роблять автобуси за довжиною і більші за цей, наприклад Van Hool AGG300 має 23 метри). Однак, автобус, не зважаючи на свої габарити є мобільним та вертким, і є чемпіоном за довжиною з усього модельного ряду автобусів Mercedes-Benz. Кузов і обшивка автобуса зроблені із корозієстійкої неіржавіючої сталі, також повністю покритою антикорозійної емалями, така обшивка забезпечує кузову надійність і довговічність, і високий строк служби; тип кузова — шарнірний, основою кузова є готовий «скелет» рамної конструкції, тобто вагонного типу.
Дизайн автобуса є новітнім та сучасним, автобус ззовні зовсім не є «квадратним», кути боковин та даху у нього повністю заокруглено. Фронтальна частина автобуса також не є прямим, а злегка вигнутим по широкій дузі, і передок автобуса ще й облицьований шаром склопластику. Лобове скло автобуса є теж гнутим по широкій дузі, заокругленим з кутів та дуже високим (а висота автобуса з урахуванням кондиційної установки становить 3,11 метри). На даному автобусі застосовано лобове скло тріплекс. Склоочисники автобуса, як і у багатьох інших автобусів з панорамним лобовим склом горизонтального типу, та мають великі полотно-насадки для відтирання максимально можливої поверхні скла, забрудненого опадами, або будь-чим іншим, вони тришвидкісні, також є функція склоомивача (випуск піни зі спеціального бачку, піна очищує забруднене скло). Передні фари та світлотехніка також зроблено у стилі «Mercedes-Benz», фари зроблено своєрідною «посмішкою», що дуже характерна для туристичних Мерседесів. Світлотехніка на передку представлена 6 передніми фарами, двома показниками поворотів та двома габаритними вогнями. У 4 фари (звичайних) занесено 6 лампочок, що значно збільшить їхню потужність, також фари оснащені лінзовим склінням, що збільшило їхню далекоглядність і покращило зовнішній вигляд фар у цілому. Бокові фари призначено для показу поворотів, під звичайними фарами розміщуються протитуманні вогні (квадратної форми), також великої потужності і з лінзами. Бампер у автобуса, як такий, нечіткоокреслений та майже непомітний, на місці бампера виділене місце для номерного знаку автобуса (автобуси мають його мати, тим більше у Європі), однак, окрім номерного, автобуси також мають номери, присвоєні їм у автопарках. Прямо посередині передка розміщено металеву трьохпроменеву зірку Mercedes-Benz, а біля неї підписано «Capacity», що підтверджує назву цього автобусу. Однак, окрім емблеми виробника, на передку автобуса можна побачити іще декілька символів, що показують його переваги: часто, на передньому бампері даного автобуса розміщено дві іконки: перша, з малюнком людини у інвалідному візку на синьому фоні вказує на те, що автобус може перевозити інвалідів у візках та обладнаний усім необхідним для цього (див. опис салону); друга іконка показує людину з паличкою на синьому фоні, що вказує на те, що автобус зручний для перевезення літніх і маломобільних людей. Над лобовим склом автобуса розміщено верхній електронний маршруто-вказівник дисплей виробництва фірми «Buse» для вказання маршруту рейсу, воно має суцільний дисплей, завдяки якому можна вибирати, чи заповнювати дисплей двома рядками літер, або одним, також є спеціально відведене місце для номера маршруту (справа); щодо кольору літер, то він жовтий, однак це залежить від комплектації. Також автобус має електронне табло на правій боковині (зверху, над боковими вікнами) і ще один, він показує лише номер маршруту. Бокові дзеркала заднього виду автобуса зроблено різними, хоча вони однакових розмірів і сферичного типу: ліве дзеркало прикріплене до скла, а праве закріплене на кронштейні над кабіною і звішується над нею у стилі «вуха кролика». Такі дзеркала заднього виду надають високий рівень контролю за ситуацією на дорозі, вони оснащені антибліковим покриттям та мають електропідігрів, щоб не допустити обмерзання і запотівання бокових дзеркал. 
Задня панель автобуса також виконана сучасно: заднє скло тоноване (як і усі решта крім лобового), на ньому (або трохи нижче нього) розміщено ще одну емблему Mercedes-Benz, що вказує на його виробника, а також підпис з прізвиськом автобуса. Задні фари, як і передні також мають сучасним вигляд. Задній бампер автобуса теж нечіткоокреслений, на ньому розміщено задній номерний знак автобуса. Моторний відсік з двигуном автобуса розміщений на задньому звисі; з ходових частин, автобус Mercedes-Benz CapaCity оснащений виключно німецькими компонентами: автобус комплектується дизельним двигуном рідного виробництва Mercedes-Benz OM-457hLA, потужністю 260 кіловат, або 353,6 кінських сил (така потужність диктується габаритами автобуса а також його масою, лише у спорядженому вигляді він важить 18.5 тон, а при повному завантаженні він «набирає» масу до і узагалі 32 тон). Справа і зліва від двигуна розміщено два повітрозабірника для його природного охолодження. Двигун автобуса вміщений під підлогу, тому не буде забирати зайвого місця у салоні, тому це є перевагою даного автобуса. Двигун Mercedes-Benz OM457 hLA відповідає жорстким екологічним нормам щодо викидів Euro-4, тому автобус є «дружнім» до екології. Крупний 19-метровий автобус є чотиривісним (дві осі у тягачі), і більшість O530GL мають металеві диски на колесах, автобус комплектується усіма мостами різних моделей від німецької фірми ZF. Передня підвіска незалежна пневматична, задня залежна пневматична; оснащені спеціальними регуляторами рівня підлоги, оскільки автобус має систему кнілінгу «ECAS», що здатна понижувати рівень підлоги. Гальмівна система автобуса:
- робоче гальмо (гальмо, яке приводиться у дію водієм натиском на педаль гальма, сповільнення регулюється і від сили натиску на педаль) — пневматична, двоконтурна система (розбиття на гальмівні контури по осі).
- додаткове гальмо — ретардер, влаштований у автоматичну коробку передач;
- стоянкова гальмівна система (це система для нерухомого утримання транспортного засобу під час зупинок, особливо актуальна на ухилах, зазвичай це ручний важіль) — представлена ручним важелем, що діє на гальмівні механізми ведучого моста.
- резервна гальмівна система (допоміжна система у разі виходу з ладу робочого гальма, що і так вкрай небажано) — представлена одним двома додатковими контурами робочої гальмівної системи.
- ABS — також у автобуса наявна антиблокувальна система ABS (Anti-lock Braking System).
- ASR — також у автобуса наявна антипробуксувальна система ASR (також Traction Control System)

Типово у автобуса є блокування руху у випадку якщо двері незачинені. До салону автобуса ведуть шарнірно-поворотні двері, перевага таких дверей полягає у широкості таких входів, мають стандартну ширину проходу понад 120 сантиметрів. Двері автобуса мають остекління, яке є тонованими. Двері мають функцію протизащемлення пасажирів: якщо двері на своєму шляхові наткнуться на пасажира, то одразу відійдуть на попереднє положення; така функція особливо актуальна у годину-пік, коли пасажиропотік значно збільшується (також не дозволяє затиснути пасажира, який, наприклад, добігає до дверей у час їхнього закриття). Слід також зазначити, що дана модель, Mercedes-Benz O530 є 100% низькопідлоговим на усіх входах та виходах: висота підлоги у передніх дверях становить 36, а в усіх наступних не набагато більше — 34 сантиметри. Завдяки тому, що автобус є повністю низькопідлоговим, він є зручним для усіх пасажирів а також може перевозити маломобільних людей, великогабаритну поклажу, дитячі возики тощо. У автобуса наявна система пониження рівня підлоги «кнілінг» ECAS, яка здійснює нахил автобуса в сторону дверей.
Салон автобуса є зовсім несхожим на салони звичайних автобусів такого класу, салон має вдале планування сидінь та зовсім незвичайний дизайн, хоч і характерний для схожих автобусів. Салон виконаний у світлих барвах, боковини пофарбовані у світлосірий колір, стеля також світлосіра, сидіння бувають різних типів і різних кольорів, а підлога салону автобуса застелена суцільнотягненим листом лінолеуму, з блискітками, це покриття є неслизьким та легко відчищається. Поручні автобуса тонкого типу, зроблені з корозієстійкої сталевої труби та покриті корозієстійкою полімерною фарбою, що є стійкою від корозії, сонячного світла (не нагріваються та сильно не охолоджуються); поручні автобуса зазвичай мають сріблясте пофарбування; вертикальні поручні розміщено біля кожного з рядів сидінь, розміщені біля накопичувальних майданчиків та на «сидячому» майданчику в задній секції автобуса, багато з них вигнуті зверху, як просто елемент дизайну, вертикальні поручні, окрім підлоги, можуть влаштовуватися і прямо на спинках сидінь, на колісних арках; на багатьох з вертикальних поручнях розміщені червоні м'ячеподібні виступи, на яких розміщено кнопки виклику до водія, також на них можуть розміщуватися електронні або механічні компостувальні апарати (розміщені лише на деяких, тих, що біля дверних отворів); горизонтальні поручні також тонкого типу, вони розміщені по усій довжині салону (крім з'єднувальної секції, «гармошки»), оскільки «трубки» розміщені на різній висоті, вони є зручними для пасажирів будь-якого зросту, а поручні, ті, що розміщені вище, оснащені спеціальними пластиковими ручками для більшого комфорту. Різноманітні вигнуті поручні також розміщені на накопичувальному майданчику та у другій секції, де розміщено східці з секцією сидінь (задній ряд). Сидіння автобуса, на відміну від подібних моделей є дуже різноманітними: вони мають пластикові спинки та повну обшивку з м'якої синтетичної тканини, синтетична тканина зазвичай є розшитою різними узорами, надписами, або малюнками, а подушки у сидінь можуть бути різних кольорів: сірий, чорний, синій, червоний, білий тощо. Більша частина сидячих місць оснащена спеціальними металевими або пластиковими ручками для стоячих пасажирів, до них кріпляться деякі поручні, а у суміжного сидіння наявний вигнутий дугою поручень (попереду накопичувального майданчика). Як вже було згадано вище, у автобуса наявні різні типи сидінь: впродовж салону розміщені сидіння роздільного і суміжного типів, також на передній колісній арці наявні суміжні сидіння, однак «полуторними» вони не є, оскільки вони, хоч і суміжного типу, є достатньо просторими для двох дорослих пасажирів; на деяких сидіннях встановлюються відкидні пластикові підлокітники — це усього лише ще одна з багатьох переваг та рис комфорту даного «лайнера». Загалом, сидіння у салоні розміщено так (стандартна комплектація, розміщення різних типів може дещо відрізнятися): передній ряд, передня колісна арка: справа одне суміжне, зліва два роздільних, 2 і 3 ряд: розміщені одне навпроти одного усі роздільного типу крім сидіння з правого або лівого боку, 4 ряд: зліва суміжне, а справа сидіння роздільного типу, усі сидіння до з'єднувальної секції роздільного типу; у 2 секції усі сидіння роздільного типу; задній ряд утворює секцію з 7 сидінь, що розміщені навпроти лівого бокового вікна. Узагалі, сидіння у автобуса не є маленькими, навпаки досить крупними, однак автобус не має такої характерної вади як вузькі проходи між рядами сидінь, навіть у тій «сидячій» секції, перевагою автобуса є широкі проходи і широкі двері. У салоні розміщено 37 сидячих місць, а загальна пасажиромісткість салону (нормальна місткість) становить 193 людини, тому автобус названий CapaCity ще й за свою велику пасажиромісткість.
Оскільки автобус Mercedes–Benz O530GL «CapaCity» є повністю низькопідлоговим, він здатен перевозити інвалідів у візках і є зручним для маломобільних людей. Автобус обладнаний усім необхідним для перевезення неповносправних пасажирів, а саме: навпроти 2 дверей (ті, що розміщено у тягачі, задні) розміщено пандус-рампу, що відкидається та складається вручну. Основа пандуса, звичайно, металева, а покриття зроблене з неслизького лінолеуму, щоб візок не ковзав; автобус тим більше є повністю низькопідлоговим і може присідати буквально до рівня тротуару завдяки системі кнілінгу. Навпроти 2 дверей розміщено спеціальний накопичувальний майданчик, згаданий у описі трохи вище: тим достатньо місце для щонайменше двох інвалідних візків, а майданчик обладнаний спеціальними пластиковими відкидними місцями для інвалідів. Варто зауважити, що даний майданчик у принципі розрахований не лише для інвалідів: туди можна ставити і дитячі возики і узагалі габаритні предмети на колесах, які б заважали іншим пасажирам у салоні, яким би широким він не був (а він якраз просторий). На даному накопичувальному майданчику наявна іконка з інвалідом на синьому фоні, що вказує, що тут спеціальне місце для інвалідного візка. Однак цей автобус має і ще одну специфічну особливість: другу секцію. З'єднувальна секція автобуса та вузол зчленування зроблений німецькою фірмою Hϋbner Gmbh, тому є якісним, пластини «гармошки» металеві, а м'яка частина каучукова; гармошка повністю облягає місце з'єднання, не даючи тим самим можливості різним предметам з необережності потрапляти у піддон гармошки (таке явище було дуже поширеним за часів Ikarus 280, наприклад), а поворотний майданчик є цілком безпечною та має додаткові поручні; на поворотному майданчику можна стояти і переходити із секції у секцію (так у переважної більшості двосекційних автобусів). У задній секції розміщено сидіння виключно роздільного типу, а також «сидячу» секцію з лівого боку, до неї ведуть невеликі східці. Бокові вікна автобуса є тонованими чорним відтінком (тоновані усі крім лобового скла), також вони є безуламковими, крім тих, що використовуються для аварійного виходу при аваріях, вони вибиваються молотком, тому безуламковими не є. На деяких з бокових вікон розміщено відкидні кватирки для додаткової вентиляції, однак даних кватирок небагато, оскільки на даху автобуса розміщено цілих три кондиційні установки, які забезпечують добрий рівень вентиляції, особливо у спекотні дні; у автобуса також розвинена система опалення, до того ж різні конвектори на місці водія та у пасажирському салоні. Щодо салону, то у ньому можуть розміщуватися і 5 відкидних крісел. А освітлення у салоні відбувається за рахунок плафонових світильників уздовж усього салону. Висота салону становить цілих 231 сантиметри — завдяки чому автобус є зручним для людей високого зросту. Місце водія автобуса також зроблене сучасне і з комфортом до водія. По-перше, кабіна є напіввідкритого типу, тобто, не має спеціальних дверей для входу та виходу водія до салону а також має несуцільну відмежовувальну перегородку; перегородка зроблена чорного кольору з безскалкового скла, а замість дверей там наявний великих прохід для водія; передня стулка передніх дверей, однак, призначена для водія, але це зовсім не означає те, що у годину-пік на передньому майданчику виникне сумнозвісна тиснява, прохід між рядами передніх сидінь, і самі двері є широкими, тому тиснява на передньому майданчику мінімізується. Ну а саме місце водія виконано у найкращих традиціях Mercedes-Benz, і є зручним за усіма параметрами. По-перше, комфорт при контролі за ситуацією на дорозі перебуває на високому рівні: у автобуса панорамне лобове скло і сферичні бокові дзеркала заднього виду, що забезпечують максимальний контроль за ситуацією на дорозі; над лобовим склом на додатковій панелі закріплене і інше бокове дзеркало, однак воно має інші функції, наприклад, дзеркало огляду салону. Приладова панель автобуса розміщена у стилі півкола, таким чином торпедо дає швидкий доступ до усіх необхідних клавіш на приладова панелі. Оскільки двері входу та виходу водія з лівого боку немає, декілька клавіш розміщено і там, до того ж під кутом для швидкого доступу до них. З правого боку приладової панелі розміщено кнопки відкриття та закриття дверей: вони жовтого кольору, округлі та великого розміру, у темряві світяться жовтавим відтінком (при включеному освітленні), також з правого боку наявні клавіші керування кондиціонерами та конвекторами. Усі допоміжні показникові прибори автобуса, за винятком спідометра занесено у спеціальне багатокольорове табло контролю, що розміщене справа від спідометра. На ньому наявні усі необхідні прилади, тільки у електронному вигляді, також там наявним малюнок автобуса з показником, які двері відкриті, а які закриті; дане табло контролю має і інші, менше важливі функції. Посередині приладової панелі розміщено малюнки з лампочками, які висвітлюють включені функції (наприклад, включення поворотів, аварійної сигналізації, ABS, ASR, кнілінг, відкриті двері, кондиціонери, конвектори, попередження про закінчення пального, масла і т.д.), вони замінили застарілі та незручні світлодіоди, які ще можна побачити навіть на деяких нових автобусах та тролейбусах (ВМЗ–62151, наприклад). Спідометр автобуса розташований зліва від багатокольорового табло, він великого розміру та оцифрований до 125 км/год (однак, такої швидкості автобус не набере через багато міських обмежень, та через свої габарити, він є дуже крупним і «гнати» у місті, при чому машинам такого розміру заборонено); під циферблатом спідометра розміщений одометр (він представлений електронним табло, показує пробіг автобуса), а також ще одне табло з показами такими як час, температура за бортом. Кермова колонка автобуса є також німецького виробництва фірми ZF, вона оснащена гідропідсилювачем, що робить керування автобуса легким, не заважаючи на його «чемпіонські» габарити, на кермі автобуса вибито емблему Mercedes-Benz, що вказує на те, якого виробництва даний автобус. Підкермові важелі, яких би було досить багато, зручно об'єднано у два зручні чорні мультиджойстики справа і зліва (ліва відповідає за включення сигналу поворотів, регулює включення фар ближнього або дальнього світла); правий відповідає за включення склоочисників. Водійське крісло також зроблене з великим рівнем комфорту для водія: м'яке, комфортне, з підголівником, обшите синтетичною тканиною, яка, як і пасажирські крісла є розшитою різними узорами або малюнками. Крісло регулюється у глибину і висоту, влаштоване на пневмопідвісці та може відсуватися на спеціальних рейках. Таким чином, комфорт та зручність при керуванні водієві забезпечений. До того ж, автобус комплектується 6-ступеневою автоматичною коробкою передач виробництва німецької фірми ZF, що є дуже доречною у міських умовах.

## Переваги моделі

### Його чемпіонські розміри
19-метровий CapaCity у модельному ряді є найбільшим з автобусів Mercedes-Benz, його найближчий «переслідувач» Mercedes-Benz Citaro G має 17,9 метри. За своїми габаритами автобус є настільки крупним, що майже на метр перевищує обмеження довжини транспортних засобів у Європі (18.75 метра), а двосекційний чотиривісний автобус має цілих 19,54. Хоча, з одного боку машина такого розміру здавалася б неповороткою на вузьких вулицях, однак це зовсім не так: навпаки, не заважаючи на свою довжину, автобус є дуже вертким і мобільним (як і його «менший брат» Citaro G), демонструє високі динамічні характеристики і йому зовсім неважко пересуватися і повертати навіть на вузьких міських вулицях.
При розробці автобус отримав навіть власне ім'я «CapaCity»: розробники обіграли тут два англійських слова — Capacity (місткість) i City (місто), два слова були об'єднані у одне, обігруючи тут дві особливості автобуса: місткість автобуса (193 людини лише при нормальній місткості); ну а City — місце праці автобуса.

### Дизайн
Дизайн автобуса CapaCity є одною з переваг автобуса; хоча автобуси CapaCity, які працюють у різних містах, мають різноманітні пофарбування (навіть рекламу), автобус усе одно виглядає дуже симпатично: він має високе панорамне лобове скло, фари-«очі», що притаманні багатьом автобусам Mercedes-Benz, має електронні рейсовказівники з різними функціями, суцільний дисплей табло. Передок і задню панель автобуса прикрашає трипроменева зірка виробника, автобус має тоновані склопакети, а у деяких країнах, де його використовують (наприклад, Словаччина і Німеччина), автобус має сріблясте забарвлення передньої та задніх панелей, даху та низу боковин; іншим частинам кузова притаманні темні кольори, що комбіную разом з тонованими склопакетами.
Салон та місце водія також виконано з комфортом та сучасним дизайном: сидіння у автобуса бувають різних типів, сидіння можуть бути розшиті малюнками або надписами, у задній секції їх розміщено каскадом, поручні автобуса специфічно вигнуті, кватирки у автобуса відкидні, а не зсувні. Місце водія також зроблене з високим рівнем комфорту та дизайну, кабіна напіввідкритого типу. Також за замовленням колеса можуть «ховатися» за спеціально встановлені накладки (наприклад, як у Neoplan Centroliner-18); колеса оснащені металевими дисками.

### Безпека
Цей автобус має чимало елементів безпеки для пасажирів:
- кузов і обшивка зроблені з корозієстійкої сталі, що забезпечує довговічність конструкції, тримальний кузов укріплений інтегрованою у нього рамою;
- на автобусі застосоване лобове і майже усі бокові безскалкові вікна, які при ударах не вилетять та не розкришаться;
- на автобусі стоїть система протизащемлення пасажирів, двері при закритті не можуть завдати нікому травм;
- на автобусі присутня система блокування руху машини з відчиненими або наполовину зачиненими дверима;
- плавний розгін та гальмування забезпечує практично неможливі травми пасажирів при різкому гальмуванні;
- на автобусі присутня антиблокувальна система (ABS) і антибуксувальна система ASR, розвинута робоча і додаткова гальмівні системи.
- автобус відповідає екологічним нормам Euro-4.

### Комфорт
Рівень комфорту для пасажирів є досить високим. По-перше, автобус уміщує у себе близько 200 пасажирів. По-друге, він є повністю низькопідлоговим, а це значно пришвидшить пасажирообіг. Завдяки тому, що автобус є низькопідлоговим від початку до кінця, він може перевозити інвалідів у візках, дитячі возики та великогабаритні вантажі; наявна система кнілінгу кузова (2 сантиметри). Двері до салону є дуже широкими; усі є двостулковими (мають систему протизащемлення) і широкими, завдяки чому обіг ще пришвидшиться. На вибір пасажира наявні різні типи сидінь — роздільного типу, суміжні і навіть каскадом (знаходиться у задній секції); також наявна широкий накопичувальний майданчик, спеціальні крісла для інвалідів, а також 5 відкидних крісел для пасажирів. У автобуса наявна висока стеля салону (231 см) і широкі проходи між рядами сидінь, тому комфорт пасажирам забезпечено. Вентиляція та опалення також перебувають на високому рівні: цілих три кондиціонери і потужні конвектори є зручними залежно від пори року; також наявні тоновані склопакети, а на поручнях розміщено чимало кнопок виклику до водія. Зручним є і місце водія, кабіна напіввідкритого типу, максимально зручні умови для керування автобусом, напівкругла приладова панель і рідкокристалічне табло контролю, електронні показникові прилади (крім спідометра).

## Технічні характеристики
| Mercedes-Benz O530GL CapaCity                  | Mercedes-Benz O530GL CapaCity                                                                                                  |
| ---------------------------------------------- | --- |
| Загальні дані                                  | |
| Модель                                         | Mercedes-Benz O530GL |
| Клас                                           | міський двосекційний автобус                                                                                                   |
| Виробник                                       | Mercedes-Benz |
| Проект, рік                                    | 2005 |
| Серійний випуск з, рік                         | 2007 |
| Серія                                          | Mercedes-Benz Citaro |
| Подібні моделі                                 | Mercedes-Benz Citaro G (17.9 м)                                                                                                |
| Прізвисько                                     | CapaCity |
| Кузов                                          | |
| Кузов (загальне описання)                      | дволанковий тримальний інтегрований з рамою                                                                                    |
| Основа кузова                                  | тримальний кузов (з інтегрованою рамою)                                                                                        |
| Обшивка                                        | корозієстійка неіржавка сталь                                                                                                  |
| Личкування передка і задка                     | склопластик |
| Габаритні розміри                              | |
| Довжина, мм                                    | 19540 |
| Ширина, мм                                     | 2550 |
| Висота, мм                                     | ~3080 (з кондиційною установкою)                                                                                               |
| Передній звис, мм                              | 2705 |
| Задній звис, мм                                | 3400 |
| Поворотний діаметр, метри                      | 22.85 метри |
| Колісна база, мм                               | 5845 (1→2 вісь) 5990 (2→3 вісь) 1600 (3→4 вісь)                                                                                |
| Дорожній просвіт, мм                           | 150 |
| Кут з'їзду/виїзду, °                           | 7.0/7.0 |
| Споряджена маса, кг                            | 18548 |
| Повна маса, кг                                 | 32000 |
| Елементи ззовні                                | |
| Світлотехніка (передок)                        | 8 фар (з них 2 протитуманні + 2 дальнього світла), з лінзами                                                                   |
| Бампер                                         | заварний, нечіткоокреслений |
| Лобове скло-триплекс?                          | так, безуламкове |
| Емблема Mercedes-Benz                          | наявна |
| Вітрове скло                                   | панорамне, суцільне, загнуте з боків, безскалкове                                                                              |
| Склоочисники                                   | 2 тришвидкісні горизонтального типу                                                                                            |
| Бокові дзеркала заднього виду                  | сферичні, праве звішується у стилі «вуха зайця» ліве прикріплене до бокового скла, з електропідігрівом + протиблікове покриття |
| Маршрутовказівники                             | електронні табло з різними функціями (детальніше у описанні моделі)                                                            |
| Розташування двигуна                           | задній звис (тобто задок), уміщений під підлогу                                                                                |
| Колеса                                         | 275/70 R 22,5 |
| Осі, штук                                      | чотиривісний (8×2) |
| Шасі                                           | |
| Передня вісь, модель                           | ZF RL 75 EC |
| 2-га вісь, модель                              | ? |
| 3-тя тягова вісь, модель                       | ZF AV 132/87° |
| 4-та, додаткова вісь, модель                   | ZF RL 75 A |
| Гальмівна система (робоча)                     | пневматична, двоконтурна |
| Ручне гальмо                                   | наявне |
| ABS                                            | наявна |
| ASR                                            | наявна |
| Трансмісійно-інтегрований сповільнювач         | наявний, влаштований у АКПП |
| Резервне гальмо                                | 2 додаткові контури |
| Передня підвіска                               | незалежна пневматична |
| Задня підвіска                                 | залежна пневматична |
| Салон                                          | |
| Кількість дверей і тип                         | 4 двостулкові, поворотно-зсувного типу                                                                                         |
| Система протизащемлення                        | наявна |
| Систем повітряного ключа                       | наявна |
| Система кнілінгу ECAS                          | наявна; опускання на 2 см, підйом на 2 см                                                                                      |
| Формула дверей                                 | 2—2—2—2 |
| Ширина дверей, см                              | 125 |
| Висота підлоги при входах, см                  | 32 (1 двері); 34 (2—4 двері)                                                                                                   |
| Настил підлоги                                 | лінолеум з блискітками |
| Поручні                                        | тонкого типу, зі сталевої труби, можуть приєднуватися до сидінь, гнуті                                                         |
| Сидіння                                        | м'які різні варіанти, роздільного типу/суміжного типу (детально у описі)                                                       |
| Кількість сидінь                               | 37+5 |
| Відкидні сидіння                               | |
| Кількість стоячих місць                        | 156 |
| Нормальна місткість, чол                       | 193 |
| Автобус здатний перевозити інвалідів у візках? | так, щонайменше 2 |
| Висувний пандус                                | наявний, металевий навпроти середніх дверей, розкладається/складається механічно                                               |
| Освітлення у салоні                            | плафонові світильники на даху                                                                                                  |
| Вентиляція у салоні                            | 3 кондиціонери |
| Опалення у салоні                              | ? штук конвектори |
| Висота салону, см                              | 231.1 |
| Бокові вікна                                   | тоновані, травмобезпечні безскалкові склопакети                                                                                |
| Місце водія                                    | |
| Вентиляція біля сидіння водія                  | через зсувну кватирку, кондиціонер                                                                                             |
| Крісло водія                                   | м'яке на пневмопідвісці; регулюється спинка і крісло зсувається на рейках                                                      |
| Приладова панель                               | у формі півкола з твердого пластику                                                                                            |
| Кермова система                                | ZF 8098 Servocom (з гідропідсилювачем)                                                                                         |
| Підкермові важелі                              | об'єднано у один мультиджойстик                                                                                                |
| Педалі                                         | Wabco, 2 |
| Коробка передач                                | ZF Ecomat автоматична |
| Кількість ступенів КПП                         | 6 |
| Двигун і динамічні характеристики              | |
| Тип палива                                     | дизель |
| Марка двигуна (для конкретно цієї модифікації) | Mercedes-Benz OM 457 hLA |
| Потужність, кіловат                            | 260 |
| Робочий об'єм, літри                           | 11.967 |
| Кількість циліндрів, штук                      | 6 |
| Максимальний обертальний момент, Нм            | 1600 |
| Місткість паливного бака, літри                | 300+100+45 (додатково) |
| Додатковий Ad-Blue tank, розрахований, на      | 45 літрів |
| Відповідність нормам щодо викидів              | Euro-4 |
| Максимальна швидкість руху, км/год             | 120 |